# Augusto Gonçalves de Sousa Júnior
Augusto Gonçalves de Sousa Júnior (, 1896 — , 1945) foi um escritor, tradutor e político brasileiro.
Colaborou com diversos jornais e revistas do Rio Grande do Sul, como a Revista Kodak e Máscara, da qual foi fundador. Fundou também as  revistas Cosmos, Jazz Brasil, A Informação, Ação Social e Tribuna Ilustrada. Colaborou no Jornal da Noite e no Correio do Povo, onde redigia a coluna permanente O Comentário. Foi diretor do Jornal da Manhã.[carece de fontes?]
Em 1928, com a morte prematura de Eduardo Guimarães, assumiu a diretoria da Biblioteca Pública, em Porto Alegre, permanecendo no cargo até 1930.
Em 1935 foi eleito deputado da Assembléia Constituinte do Rio Grande do Sul, pelo Partido Republicano Liberal.
Traduziu para o português os romances O falecido Mattia Pascal de Luigi Pirandello, e O Vermelho e o Negro de Stendhal.
Casou com Tatiana Pires de Mello com quem teve uma única filha, Maria Augusta Teresa Izabel de Souza Franco de Abreu, mãe de Rosina, Patrícia e da escritora e roteirista Adriana Falcão.

## Obras
- Água Forte, 1921
- Castelos de Fantasmas, Livraria do Globo, 1927
- Juca Ratão Hidrófobo, 1929
- Enquanto a morte não vem
- Um clarão rasgou o céu

## Fonte de referência
- BAKOS, Margaret Marchiori; PIRES, Letícia de Andrade; FAGUNDES, Antonio Augusto. Os escritores que dirigiram a Biblioteca Pública do Estado do Rio Grande do Sul. EDIPUCRS, 1999, ISBN 8574300446, ISBN 9788574300443, 134 pp.